# Fiesta de la Independencia de Talca
La Fiesta de la Independencia, conocido en algunas ediciones como Semana de la Independencia, es un certamen musical organizado en la ciudad de Talca durante el mes de febrero, siendo la celebración del verano más importante en Talca y una de las más grandes del país.
Su primera edición fue realizada el año 2010 y se ha realizado anualmente desde entonces —salvo en 2020, 2021 y 2022, años en los que el festival fue cancelado debido al estallido social y la pandemia de coronavirus—.
El festival se realiza en la explanada del Parque Río Claro de Talca.Fue transmitido a nivel nacional por Televisión Nacional de Chile entre su VI y X edición. Destaca por ser completamente gratuito para el público.

## Historia
La Semana de la Independencia nace en Talca el año 2010, durante el mandato del alcalde Juan Castro Prieto, con la idea de regresar a las raíces y tradiciones. Talca, como ciudad fue protagonista de un hito histórico en Chile, pues ahí fue firmada el Acta de la Independencia, que hizo de manera definitiva y para siempre a Chile un país independiente y soberano. El 12 de febrero de 1818 se expresó el deseo de que el pueblo celebre esta fecha como su más significativo momento: "su nacimiento como un pueblo libre y soberano". En Talca nació la libertad de Chile. Y eso es, lo que se conmemora en este evento. Son días de celebración y homenaje a los próceres y héroes que lucharon por la libertad de Chile.  Además de ser una semana de música, está llena de actividades de variado tipo, como el folclor, la artesanía, y la comida.
El evento fue cancelado en sus ediciones entre 2020 y 2023. En un primer momento por el estallido social de 2019 y, posteriormente, por la Pandemia del COVID-19. En 2024 el evento volvió a realizarse, pero con menos atención mediática que los años anteriores.

## Ediciones

### 2010
- Américo

### 2011
- Los Tres
- Nicole
- Noche de Brujas
- Lucybell
- Javiera Parra
- Natalino
- Myriam Hernández
- Los Charros de la Comuna de Lumaco
- La Reina Isabel
- Mauricio Flores (Humor)
- Ráfaga (con Rodrigo Tapari)

### 2012
- El Gitano
- Los Vásquez
- Los Kuatreros del Sur
- Chico Trujillo
- Eyci and Cody
- La Noche (con Leo Rey)
- Los Bunkers
- Ernesto Belloni (Humor/con su personaje "Che Copete")
- Dino Gordillo (Humor)
- Dinamita Show (Humor)
- Pimpinela
- José Luis Rodríguez
- Los Enanitos Verdes

### 2013
- Nicolás Álamo
- Valentina Chávez
- Andrés de León
- Carolina Meneses
- Germaín de la Fuente
- La Sociedad
- Camila Silva
- La otra Fe
- Américo
- Francisca Valenzuela
- DJ Méndez
- Jordan
- Los Charros de Lumaco
- Los Viking's 5
- Iván Arenas, el "Profesor Rossa" (Humor)
- Huaso Filomeno (Humor)
- Luis Fonsi
- Yuri
- Los Pericos
- Fulanito

### 2014
- Beny Blues
- Palmenia Pizarro
- Los Bunkers
- Gepe
- Manuel García
- Los Tres
- María Colores
- Los Jaivas
- Los Vásquez
- Noche de Brujas
- Los Charros de Luchito y Rafael
- Los Locos del Humor (Humor)
- José Feliciano
- Los Auténticos Decadentes
- Alejandro Lerner
- Los Ilegales

### 2015
Se transmitió por TVN:
- Américo
- Francisca Valenzuela
- Sinergia
- Álvaro Salas (Humor)
- Fusión Humor (Humor)
- Millenium Show (Humor)
- Juan Magan
- David Bisbal
- / Noel Schajris (ex Sin Bandera)

No se televisó:
- Ana Tijoux
- Sonora Palacios
- Los Vásquez

### 2016
Se transmitió por TVN:
- Joe Vasconcellos
- Chancho en Piedra
- Centella (Humor)
- Huaso Filomeno (Humor)
- Lagarto Murdock (Humor negro)
- Pujillay
- Axel
- Camila
- Ana Gabriel
- Alkilados
- Agapornis
- Ilegales

### 2017
Se transmitió por TVN:
- Kudai
- Los Tres
- Lucybell
- Noche de Brujas
- Carlos Vives
- Luciano Pereyra
- Jesse & Joy
- Toco Para Vos
- Sergio Freire (Stand up comedy)
- Los Atletas de la Risa (Humor)
- La Pola (Humor)
- Los Locos del Humor (Humor)

### 2018
Se transmitió por TVN:
- Julio Palacios y la Gran Sonora
- Denise Rosenthal
- / Sin Bandera
- Pimpinela
- Rombai
- Piso 21
- Wisin
- Ráfaga (con su tour Ráfaga, el regreso)
- Nancho Parra (Humor musical)
- Fusión Humor (Humor)
- Pastelito de Chile (Humor circense)
- Los de la Isla (Humor)

### 2019
Se transmitió por TVN:
- Villa Cariño
- Jordan
- Clan Rojo (Rojo, el color del talento)
- CNCO
- Luis Lambis
- Amar Azul
- Pedro Fernández
- Franco Simone
- Álex Ortiz ("El Flaite Chileno") (Humor)
- "Piare con P" (Stand up comedy)
- Radagast (Humor)
- Hugo Varela (Humor musical)

### 2024
Se transmitió por Redes Sociales de la Ilustre Municipalidad de Talca:
- AK4:20
- / Denise Rosenthal
- Princesa Alba
- Noche de Brujas

- /Américo
- Camila Gallardo
- Virus
- Zumbale Primo

- / Bacilos
- Francisca Valenzuela
- Joe Vasconcellos

### 2025
Se transmitió por Redes Sociales de la Ilustre Municipalidad de Talca:
- Verónica Villarroel y la Golden Big Band TRM
- La Factoría
- Los Tres
- Golden Big Band TRM
- Alanys Lagos
- Ke Personajes